# Evangelický kostel (Zábřeh)
Evangelický Kristův kostel (Christuskirche) v Zábřehu (okres Šumperk) byl postaven v novogotickém slohu v prvních letech 20. století jako víceúčelový objekt pro německou evangelickou obec. Po roce 1946 kostel převzala Církev československá husitská.

## Historie
Stavbu kostela pro nepočetnou evangelickou obec v Zábřehu iniciovali členové významné německé podnikatelské rodiny bratři Otto a Hermann Brassovi, majitelé textilní továrny a barvírny látek.
V roce 1896 byl položen základní kámen a rozběhly se všechny přípravné práce. Objekt vznikl na základě plánů známého zábřežského stavitele Karla Ilgnera. Samotná stavba probíhala v letech 1902–1903. Kostel byl postaven v novogotickém slohu a kromě vlastních sakrálních prostor se v něm nachází kancelář a byt pro kněze a jeho rodinu. 
Od roku 1946, po odsunu německého obyvatelstva, je kostel využíván Církví československou husitskou. 

## Popis

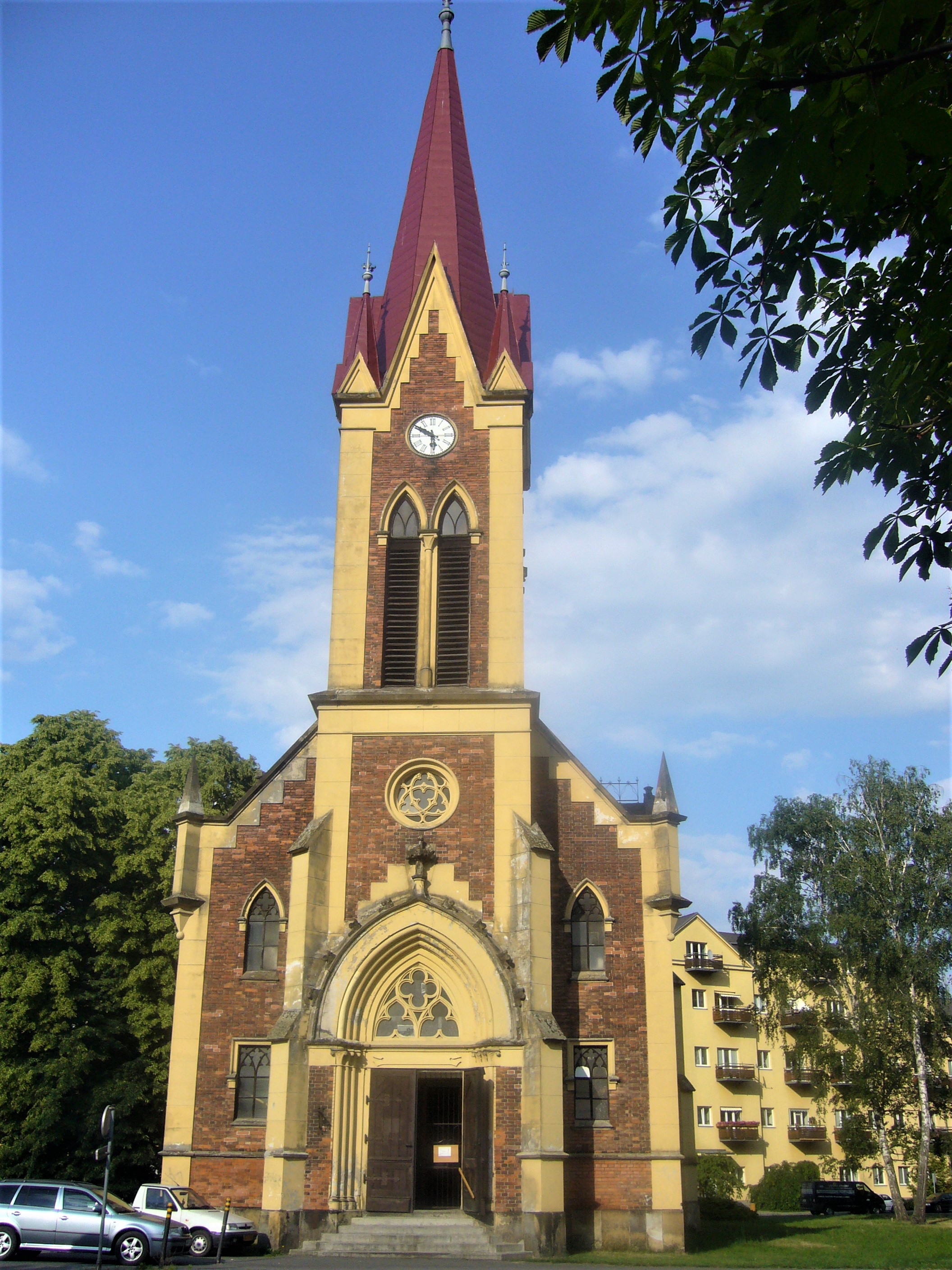
Průčelí kostela

### Exteriér
Kostel je situován v jižní parkové části města na břehu Moravské Sázavy. Samostatně stojící stavba v novogotickém stylu je z tmavých pálených cihel v kombinaci se světlým štukovým rámováním. Členitá orientovaná stavba má půdorys ve tvaru kříže. Celá budova je mírně pozvednuta nad okolní terén a část budovy je podsklepena.
Hlavní vchod směřuje na západ a vede k němu pět pískovcových schodů. Bohatě zdobenému průčelí dominuje 45 metrů vysoká věž se zvonicí a hodinami. Na vrcholu jehlanovité střechy věže s krytinou červené barvy je umístěn 3,5 metru vysoký kříž. Kostel je dlouhý 27,7 m a široký 15,6 m. Obě lodě mají sedlovou střechu. 

### Interiér
Hlavním vchodem, nad nímž byl původně nápis EHRE SEI GOT IN DER HOHE, se vchází do vstupní místnosti o rozměrech 3x3m se dvěma bočními točitými schodišti. Jižní schodiště vede pouze ke kůru o kapacitě až 50 osob. Severní je prodlouženo k varhanám a k tzv. balkonové místnosti, přes kterou se pokračuje do zvonice, ze které vede vchod na půdu kostela. Zvonice přechází ve věž, v níž jsou umístěny tři zvony a hodinový stroj.
Samotná hlavní loď je jednoduchá, zaklenutá do 12 m vysoké imitace žebrové klenby. Loď je dlouhá 10 a široká 8,5 m. Podle stavitele se sem mělo vejít až 200 osob. Kapacita sedadel byla 90 míst. Hlavní loď přechází v kněžiště, které je odděleno dvěma schůdky. Po obou stranách lodi jsou tři do oblouku zaklenutá vysoká okna, nyní již bez původních vitráží. Prostřední okno na severní straně kostela je menší – až do sedmdesátých let 20. století pod ním byl boční vchod.
Na presbytář je na severní straně napojena zimní kaple (původně sakristie a kancelář faráře). Přes spojovací chodbu se vchází do bytu faráře obráceného na jih, k němuž přiléhá kuchyně a spíž. Spojovací chodba navazuje na boční východní vchod na faru. Odtud schodiště sestupuje do sklepů a kotelny či naopak vystupuje do prvního patra, kde je umístěna ložnice a další dva pokoje. Podkroví bylo upraveno pro poskytování azylové pomoci.

### Vybavení

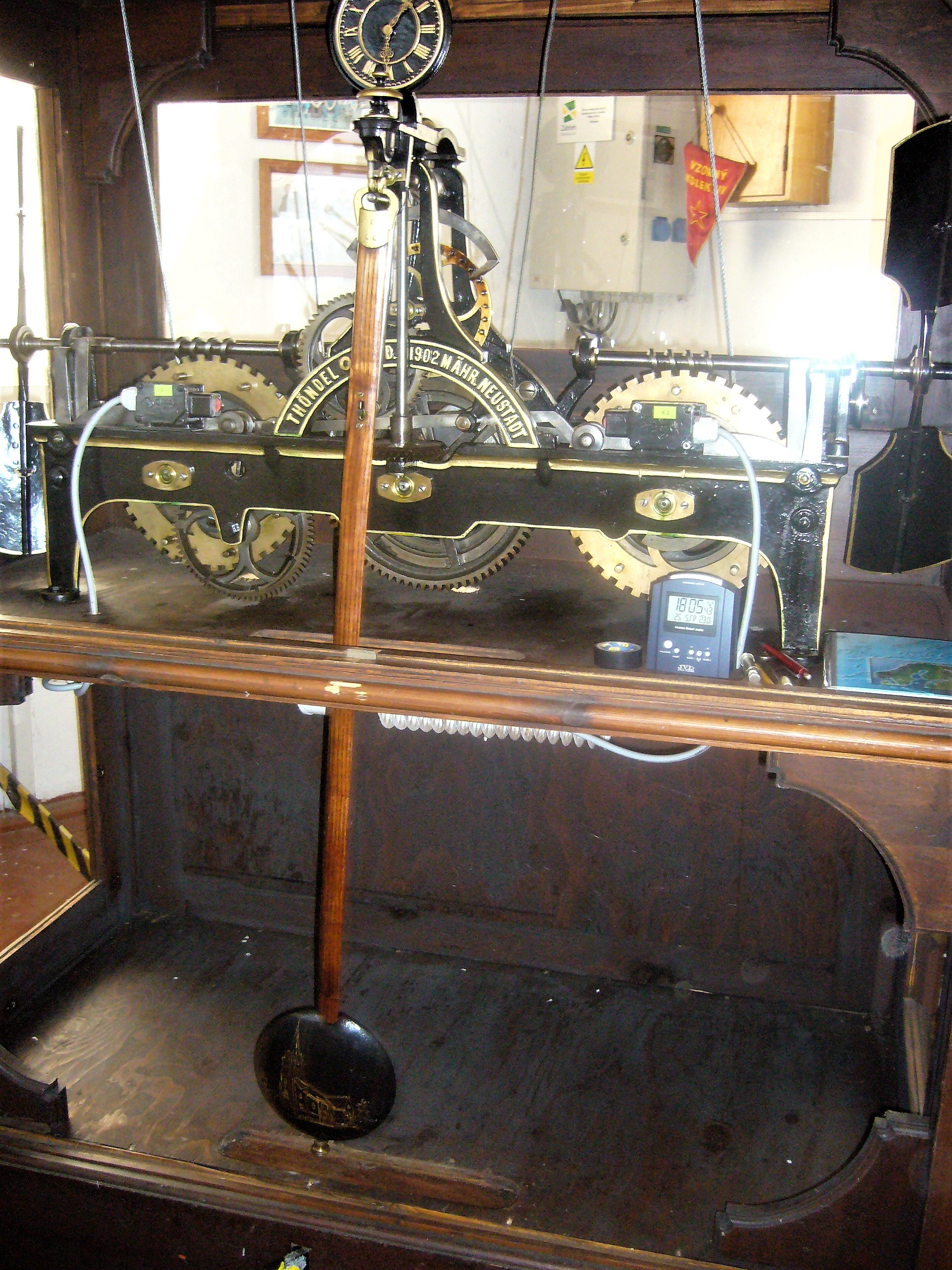
Věžní hodiny z roku 1902

Vybavení kostela je původní, pouze petrolejové lampy byly nahrazeny elektrickým osvětlením. Dochovaly se dřevěné lavice, varhany, oltář a takéi ozdobně vyřezávaný kůr usazený na čtyři sloupy a vystupující nad lavice. Originální je i kazatelna, umístěná na severní straně kněžiště a křtitelnice. V kostele nejsou v souladu se zásadami husitské víry žádné obrazy, nástěnné malby, sochy apod.
Ve věži se dochoval původní hodinový stroj vyrobený v r. 1902 uničovskou firmou Rudolf Thöndel. Hodiny byly na konci 2. světové války poškozeny a nefungovaly. V roce 2003 je opravila a uvedla do provozu skupina hodinářů.
Varhany postavila firma Kloss z Krnova ve 40. letech 20. století. Mají 14 rejstříků, dva manuály a pedály. V průběhu let 2003–2013 se podařilo shromáždit formou sbírky dostatečné množství prostředků pro zajištění generální opravy nástroje (626 000 Kč). V září 2013 zazněly při slavnostní bohoslužbě.